# Dick de Hoog
Dick de Hoog (16 juni 1873 - 3 januari 1939) was politicus in Nederlands-Indië. Hij was ook een grootmeester van de Nederlands-Indische Vrijmetselarij (Grootoosten van Nederland).
Hij werd geboren op Ambon en overleed in Bandung. Hij was de zoon van Johannes Hermanus Josephus de Hoog en de Indisch-Europese Susanna Beekman. Zijn vader was eerste machinist bij de Gouvernementsmarine. Dick de Hoog was getrouwd met de Chinese Indonesische Kiong Nio Oei (1874-1961). Het echtpaar kreeg twee adoptie-kinderen.
Na een maatschappelijke carrière met verschillende functies bij de Staatsspoorwegen ging Dick de Hoog de politiek in. In februari 1920 trad De Hoog toe tot het hoofdbestuur van het Indo-Europeesch Verbond. Tot aan zijn plotselinge dood in 1939, veroorzaakt door een hersenbloeding, werd hij gezien als bekwame voorzitter en een gewiekst politicus. Hij was zeer geliefd bij alle lagen van de bevolking. Zijn overlijden was zelfs in Nederland voorpaginanieuws.